# فرودگاه درامند آیلند
فرودگاه درامند آیلند (به انگلیسی: Drummond Island Airport) یک فرودگاه همگانی بهره‌برداری هوایی با کد یاتا DRE است که یک باند فرود آسفالت دارد و طول باند آن ۱۲۱۹ متر است. این فرودگاه در کشور ایالات متحده آمریکا قرار دارد و در ارتفاع ۲۰۴ متری از سطح دریا واقع شده‌است.